# Pianale CMP

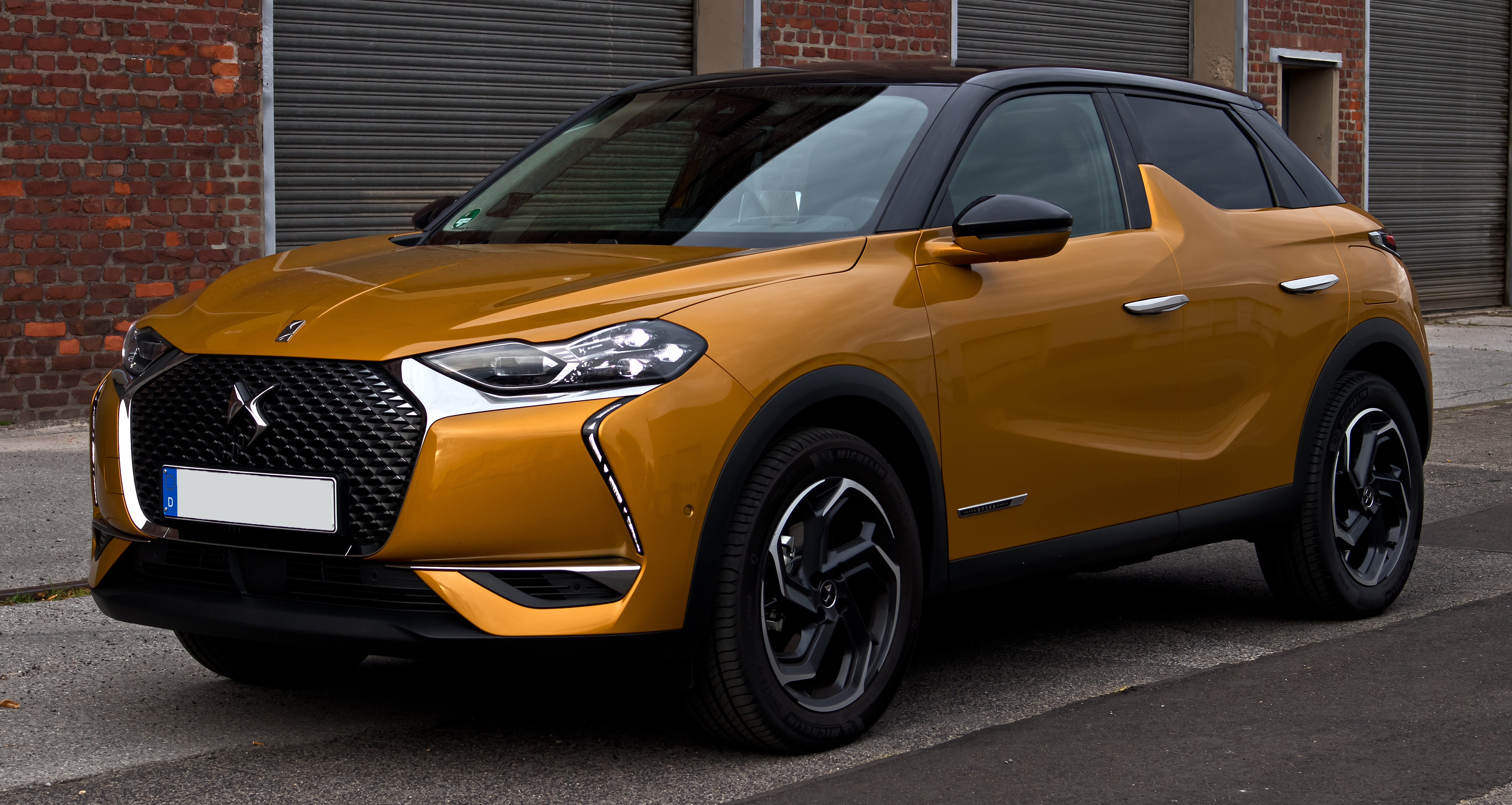
DS 3 Crossback è stata la prima vettura ad adottare il pianale CMP

La Common Modular Platform (CMP) o EMP1 è un pianale per automobili, progettato da PSA insieme alla Dongfeng Motor Corporation.
Il pianale è caratterizzato da un'architettura con motore anteriore/trasversale e trazione anteriore o integrale, ed è usato su veicoli di segmento B o C. Il pianale CMP è stato portato all'esordio nel 2018 dalla DS 3 Crossback ed è destinato ad ospitare motori a benzina, a gasolio ed elettrici.

## Veicoli basati sulla piattaforma
| Produttore      | Modello      | Immagine | Produzione | Segmento | Carrozzeria   | Assemblaggio                                                                    |
| --------------- | ------------ | -------- | ---------- | -------- | ------------- | ------------------------------------------------------------------------------- |
| Citroën         | C4 III       |          | dal 2020   | C        | Crossover SUV | Madrid (Spagna)                                                                 |
| Citroën         | C3 (CC21)    |          | dal 2022   | B        | B-SUV         | Porto Real (Brasile) Tiruvallur (India)                                         |
| Citroën         | C4 X         |          | dal 2022   | C        | Crossover SUV | Madrid (Spagna)                                                                 |
| Aeolus          | Yixuan       |          | dal 2019   | C        | Berlina       | Wuhan (Cina)                                                                    |
| Aeolus          | Yixuan GS    |          | dal 2020   | C        | Crossover SUV | Wuhan (Cina)                                                                    |
| DS Automobiles  | 3 Crossback  |          | dal 2018   | B        | Crossover SUV | Poissy (Francia)                                                                |
| Opel / Vauxhall | Corsa F      |          | dal 2019   | B        | Utilitaria    | Saragozza (Spagna)                                                              |
| Opel / Vauxhall | Frontera     |          | dal 2024   | B        | Crossover SUV | Trnava (Slovacchia)                                                             |
| Opel / Vauxhall | Mokka B      |          | dal 2020   | B        | Crossover SUV | Poissy (Francia)                                                                |
| Peugeot         | 208 II       |          | dal 2019   | B        | Utilitaria    | El Palomar (Argentina) Kenitra (Marocco) Trnava (Slovacchia) Saragozza (Spagna) |
| Peugeot         | 2008 II      |          | dal 2019   | B        | Crossover SUV | Wuhan (Cina) Vigo (Spagna)                                                      |
| Jeep            | Avenger      |          | dal 2023   | B        | B-SUV         | Tychy (Polonia)                                                                 |
| FIAT            | 600          |          | dal 2023   | B        | B-SUV         | Tychy (Polonia)                                                                 |
| FIAT            | Grande Panda |          | dal 2024   | B        | B-SUV         | Kragujevac (Serbia)                                                             |
| Lancia          | Ypsilon III  |          | dal 2024   | B        | Utilitaria    | Saragozza (Spagna)                                                              |
| Alfa Romeo      | Junior       |          | dal 2024   | B        | B-SUV         | Tychy (Polonia)                                                                 |